# Oliver Heaviside
Oliver Heaviside (ur. 18 maja 1850 w Londynie, zm. 3 lutego 1925 w Homefield koło Torquay) – angielski matematyk, fizyk i elektrotechnik. Geniusz i samouk. Jeden z wielkich pionierów elektrotechniki, przewidział istnienie jonosfery.

## Życiorys
W 1870 został telegrafistą (jego wuj Charles Wheatstone był współwynalazcą pierwszego telegrafu elektrycznego), jednak postępująca głuchota zmusiła go w 1874 do zmiany zajęcia. Rozpoczął wtedy badania nad elektrycznością. Brał udział w kładzeniu podmorskiego kabla transatlantyckiego jako ekspert. Wówczas też opracował równania telegrafistów będące podstawą współczesnej elektroniki i telekomunikacji.
Główne prace Heaviside’a dotyczyły elektromagnetyzmu, m.in. rozwinął teorię pola elektromagnetycznego J. C. Maxwella, to właśnie jemu zawdzięczamy współczesną wersję równań Maxwella w postaci układu czterech równań różniczkowych z dwiema niewiadomymi wektorowymi. W 1902 roku (niezależnie od A. E. Kennelly’ego i niemal jednocześnie) wysunął hipotezę istnienia w atmosferze ziemskiej na wysokości 100–200 km bardzo silnie zjonizowanej warstwy (warstwa E jonosfery), której istnienie potwierdzono 20 lat później.
Ponadto rozwinął i zastosował rachunek wektorowy (którego użył do uporządkowania równań Maxwella) i rachunek operatorowy (używany do analizy zespolonej obwodów elektrycznych). Zbadał zjawisko naskórkowości występujące w liniach transmisyjnych i zaprojektował kabel koncentryczny (patent UK nr 1407 z 1880 r.). Był nawet pomysłodawcą falowodu rurowego jednak pomysł ten porzucił. Niezależnie współodkrył wektor Poyntinga. Jego autorstwa są terminy używane w elektrotechnice i elektronice jak: impedancja, admitancja, konduktancja, reluktancja, elektret. W 1888 roku (a więc na niemal pół wieku wcześniej przed oficjalnym odkryciem) przewidział efekt zwany obecnie zjawiskiem Czerenkowa.
Był ekscentrykiem i indywidualistą. Mimo iż skłócony ze współczesnym mu środowiskiem naukowym (głównie z powodu notorycznej odmowy dostarczenia ścisłego dowodu na swoje metody), na zawsze odmienił oblicze matematyki i nauki, a zwłaszcza elektrotechniki i wszystkich dziedzin pokrewnych.
Jego słynne stwierdzenie Why should I refuse a good dinner simply because I don’t understand the digestive processes involved? (Czemu miałbym odmówić sobie dobrego obiadu tylko dlatego, że nie pojmuję procesów trawienia?) dość wiernie obrazuje jego relacje z establishmentem.
Pomimo tak ogromnego wkładu w rozwój nauki i techniki, jedyną nagrodą jaką otrzymał w dowód uznania zasług był Medal Faradaya przyznany mu przez brytyjski Instytut Inżynierów Elektryków w 1922 roku, był on pierwszym laureatem tejże nagrody.